# Narcos (film)
Narcos è un film del 1992 diretto da Giuseppe Ferrara.

## Trama
Basato su una storia vera, il film è ambientato alla fine degli anni '80 in Colombia, dove vengono coinvolti in traffici alcuni ragazzini che uccidono su commissione chiunque dia fastidio ai boss mafiosi del Cartello di Medellín, che provvedono ad addestrarli all'omicidio attraverso istruttori militari stranieri in vere e proprie "scuole". Jesus, Diego e Miguel, tre di questi ragazzi, sono diventati scomodi perché sono a conoscenza di troppe cose e i loro "superiori" decidono di toglierli di mezzo. Decidono allora di raccontare tutto quello che sanno al giudice Ramirez ma alla fine il Cartello li farà sparire nel nulla.